# Hugues Ier Embriaco
 (mai 2025).
Hugues Ier Embriaco (italien : Ugo Embriaco), ou Hugues Ier du Gibelet, mort vers 1135, est un noble d'origine génoise. Il est le fils de Guillaume Ier Embriaco, un marchand et un chef militaire génois qui est venu en aide aux États latins d’Orient à la suite de la Première Croisade. Amiral de la république de Gênes, il devient le premier seigneur du Gibelet, dans le comté de Tripoli, vers 1109
Son père avait soutenu les croisés menés par Raymond de Saint-Gilles dans la conquête de Gibelet en 1104 en tant que commandant de la marine génoise, service pour lequel Gênes a reçu en retour un tiers du Gibelet. Comme son père avant lui, Hugues commande la flotte génoise et accompagne en 1108 Bertrand de Toulouse, fils de Raymond de Saint-Gilles, lorsqu'il conquiert le comté de Tripoli. Peu de temps après, il est nommé premier seigneur du Gibelet, même si dans les faits il est plutôt chargé de son administration en tant que gouverneur génois. Mais avant 1135, il est investi personnellement de la seigneurie en échange du paiement d'intérêts annuels.
Il épouse une femme prénommée Adelasia, dont le nom de famille est inconnu, et avec qui il a plusieurs enfants :
- Guillaume II Embriaco, qui succède à son père ;
- au moins un autre fils.

Sa mort peut être estimée à 1135, année où son épouse fait une donation à l'église du Saint-Sépulcre de Jérusalem.